# Habrough
Habrough är en ort och civil parish i Storbritannien.   Den ligger i kommunen North East Lincolnshire och riksdelen England, i den sydöstra delen av landet, 230 km norr om huvudstaden London. Habrough ligger 16 meter över havet och antalet invånare är 648.
Terrängen runt Habrough är platt. Runt Habrough är det ganska tätbefolkat, med 185 invånare per kvadratkilometer. Närmaste större samhälle är Kingston upon Hull, 15,8 km norr om Habrough. Trakten runt Habrough består till största delen av jordbruksmark.